# Jack Steinberger
Hans Jakob Steinberger, noto come Jack Steinberger (Bad Kissingen, 25 maggio 1921 – Ginevra, 12 dicembre 2020), è stato un fisico statunitense.
Ha vinto il Premio Nobel per la Fisica nel 1988 insieme a Leon Max Lederman e Melvin Schwartz per aver concepito e realizzato il fascio di neutrini ad alta energia che ha permesso la scoperta del neutrino muonico.

## Biografia
Steinberger è nato nella città di Bad Kissingen in Baviera, Germania, ma la lasciò all'età di 13 anni, per la crescita dell'antisemitismo del partito Nazista. Si spostò quindi negli Stati Uniti, dove visse per diversi anni prima di spostarsi in Svizzera per lavorare al CERN, dopo aver conseguito la laurea e il PhD in fisica all'Università di Chicago sotto la guida di Enrico Fermi. Noto anche per aver consegnato il suo premio Nobel alla New Trier High School della quale anch'egli fu un alunno, era il padre di Ned Steinberger, inventore delle chitarre Steinberger.
Recentemente, in occasione della conferenza di Copenaghen sul clima, si espresse a favore del passaggio integrale alle energie rinnovabili, sostenendo altresì l'economicità dell'operazione. Dal 1986 fu anche professore presso la Scuola Normale Superiore di Pisa.